# Pagsum Tso
Pagsum Tso (Mandarijn: Basong Co) is een meer in Kongpo Gyada (Nyingtri) in de Tibetaanse Autonome Regio in China. Het meer ligt op 300 km ten oosten van de hoofdstad Lhasa. Het staat ook bekend als het meer Gongga. De letterlijke vertaling is Drie rotsen.
Het meer is 18 km lang en beslaat een oppervlakte van 27 km², zodat de gemiddelde breedte 1500 meter is. Het is 120 meter diep en ligt op een hoogte van 3700 meter boven zeeniveau.
In het meer ligt het eiland Tashi.